# Scymniscus zaisanensis
Scymniscus zaisanensis is een keversoort uit de familie lieveheersbeestjes (Coccinellidae). De wetenschappelijke naam van de soort is voor het eerst geldig gepubliceerd in 1928 door Dobzhansky.